# Elisabeth Stiepl
Elisabeth Stiepl , née le 27 février 1921 à Vienne et morte le 4 mai 2007 à Neulengbach, est une actrice autrichienne.

## Filmographie sélective
- 1951 : À deux dans une auto (de)
- 1954 : Weg in die Vergangenheit
- 1956 : Wo die Lerche singt
- 1958 : Der Priester und das Mädchen
- 1958 : Im Prater blüh’n wieder die Bäume
- 1959 : Wenn das mein großer Bruder wüßte
- 1960 : Meine Nichte tut das nicht
- 1961 : Saison in Salzburg
- 1961 : Mariandl
- 1961 : Im schwarzen Rößl
- 1962 : La Douceur de vivre du comte Bobby
- 1962 : Presque des anges
- 1962 : Le Caporal épinglé
- 1963 : Ein Alibi zerbricht
- 1963 : Maskenball bei Scotland Yard
- 1963 : Unsere tollen Nichten
- 1964 : Hilfe, meine Braut klaut (de)
- 1965 : Ruf der Wälder
- 1966 : Der Mörder mit dem Seidenschal
- 1965 : … und sowas muß um 8 ins Bett (de)
- 1966 : 00Sex am Wolfgangsee
- 1970 : Quand les profs s'envolent
- 1971 : Hochwürden drückt ein Auge zu
- 1971 : Und Jimmy ging zum Regenbogen
- 1973 : Gott schützt die Liebenden
- 1976 : Tatort (épisode : Annoncen-Mord
- 1994 : Die Knickerbocker-Bande: Das sprechende Grab